# Yodito
Iodito o yodito es el nombre de un ion hipotético, derivado del ácido yodoso. En caso de existir sería un anión monovalente compuesto por un átomo de yodo con estado de oxidación +3 y de dos átomos de oxígeno con estado de oxidación -2.

## Fórmula y nombres
Su fórmula sería IO2 y tendría diferentes nombres en función de la nomenclatura usada.
| Nomenclatura     | Nombre            |
| ---------------- | ----------------- |
| Nom. IUPAC-2005  | Dioxidoyodato(1-) |
| Nom. sistemática | Dioxoyodato(III)  |
| Nom. tradicional | Yodito            |

Está incluido en la base de datos Chemical Entities of Biological Interest (ChEBI) (entidades químicas de interés biológico) con el código 29230.

## Formación
- El permanganato oxida pequeñas cantidades de yoduro a yodito en presencia de ácido malónico, ácido cítrico o ácido málico.[2]

- En mezclas de permanganato y alguno de estos ácidos, el yodato se reduce y forma el ion yodito.